# ジョン・ウィズダム
アーサー・ジョン・テレンス・ディベン・ウィズダム（Arthur John Terence Dibben Wisdom, 1904年9月12日、エセックス、レイトン - 1993年12月9日、ケンブリッジ）は、イギリスの哲学者。日常言語学派の一人と考えられており、心の哲学や形而上学を研究した。G.E.ムーア、ルートヴィヒ・ウィトゲンシュタイン、ジークムント・フロイトの影響を受け、三人の仕事を注釈・拡張した。
いとこのジョン・オウルトン・ウィズダム（John Oulton Wisdom, 1908-1993年）も哲学者で、同じく精神分析に関心を持っていた。
ウィトゲンシュタインの『哲学探究』が1953年に死後出版されるまでは、ウィズダムの著作が後期ウィトゲンシュタイン哲学を知るための限られた情報源であった。
論文「Philosophical Perplexity」は、「哲学史における画期的作品」であり、「新たな哲学的次元を体現した最初期の論文」と評価されている。
デイヴィッド・ポールによれば、「少なくともある方向性において、ウィズダムはウィトゲンシュタインの仕事をウィトゲンシュタイン自身よりも先に推し進めており、それがもたらす帰結にも明示的な形で直面している」。
ウィズダムはキャリアのほとんどをケンブリッジ大学トリニティ・カレッジで過ごし、ケンブリッジ大学哲学教授に就任した。キャリアの終盤には、オレゴン大学哲学教授として教壇に立った。1950年から1951年までアリストテレス協会の会長を務めた。
有名な「見えない庭師のたとえ話」は、神の存在もしくは不在に関する対話篇である。
ウィズダムは火葬され、遺灰はケンブリッジのアセンション郡墓地に埋葬されている。

## 著作
- Interpretation and Analysis. (1931)
- Problems of Mind and Matter. (1934)
- "Philosophical Perplexity". Proceedings of the Aristotelian Society, 1936-37.
- Other Minds. (1952)
- Philosophy & PsychoAnalysis. (1953)
- Paradox and Discovery. (1965)
- Proof and Explanation (The Virginia Lectures 1957). (1991)

## 引用
| 「 | 「ウィトゲンシュタインが果たした哲学への最大の貢献とは何か？」という質問に一言で答えるならば、こう述べよう。「『クイーン抜きでチェスをプレイすることはできるだろうか？』と彼が問うたことである」、と。 | 」 |